# Axali Doëseb
Axali Doëseb (Okahandja, 1954 – 27 ottobre 2023) è stato un compositore, musicista, direttore d'orchestra, pianista e musicologo namibiano.

## Biografia
Doëseb nacque nel 1954 a Okahandja in una famiglia di musicisti; suo padre Casper Doëseb suonava il violino e sua sorella Mathilde Doëses era una cantante. Prese lezioni di pianoforte alla Martin Luther High School di Okombahe. Studiò musica presso la Musikschule Herford, in Germania, e si laureò in Musicologia presso l'Università di Marlborough, nel Regno Unito.
Compose molta musica per la Chiesa evangelica luterana in Namibia. Ma soprattutto viene ricordato per aver realizzato musica e testo di Namibia, Land of the Brave, inno nazionale del suo Paese dal 1991. Fu anche a lungo direttore dell'Orchestra Sinfonica Nazionale della Namibia. Inoltre fu presidente del comitato incaricato di comporre un inno per l'Unione Africana ad Addis Abeba, in Etiopia.
Nel 2014 gli fu assegnato un premio alla carriera ai Namibian Annual Music Awards.
Si è spento nel 2023, quasi settantenne, per le complicazioni della sua malattia cronica, il diabete mellito di tipo 1. Il compositore aveva tra l'altro subito l'amputazione di un piede.